# Сафаровка (Мордовия)
Сафаровка — упразднённая деревня в Атюрьевском районе Мордовии. Входила в состав Большешуструйского сельского поселения. Упразднена в 2007 году.

## География
Располагалась на правлм берегу реки Шуструй, в 1,5 км к северо-западу от села Большой Шуструй.

## История
В «Списке населённых мест Пензенской губернии» (1869 г.) значится владельческим сельцом в 67 дворов в составе Краснослободского уезда. Названа по фамилии владельцев — Сафаровых.

## Население
По переписи 2002 года в деревне проживал 1 человек. 
Согласно результатам Всероссийской переписи населения 2002 года, в национальной структуре населения русские составляли 100 %.